# Lac de Bam
Lac de Bam är en sjö i Burkina Faso.   Den ligger i provinsen Province du Bam och regionen Centre-Nord, i den centrala delen av landet, 110 km norr om huvudstaden Ouagadougou. Arean är 13,4 kvadratkilometer. Den sträcker sig 17,6 kilometer i nord-sydlig riktning, och 3,8 kilometer i öst-västlig riktning.
Följande samhällen ligger vid Lac de Bam:
- Kongoussi (26 338 invånare)
- Kora (2 255 invånare)
- Badinogo (800 invånare)
- Darigma (789 invånare)
- Kondibito (785 invånare)
- Batanga (783 invånare)
- Tamponga (491 invånare)
- Loa (434 invånare)